# Marie Lohr
Pour les articles homonymes, voir Lohr (homonymie).
Marie (Kay Wouldes) Lohr, née le 28 juillet 1890 à Sydney (Nouvelle-Galles du Sud) et morte le 21 janvier 1975 à Brighton (Angleterre), est une actrice, metteuse en scène et productrice australienne (parfois créditée Marie Löhr).

## Biographie
Sa famille ayant émigré au Royaume-Uni vers 1900, Marie Lohr apparaît au théâtre à Londres dès l'âge de 11 ans, en 1901. Elle se produit sur les planches jusqu'à la fin des années 1960, entre autres dans Hamlet de William Shakespeare (1910, avec Herbert Beerbohm Tree dans le rôle-titre), Fédora de Victorien Sardou (qu'elle joue, dirige et produit, 1922, avec Edmund Gwenn et Herbert Marshall) et L'Invitation au château de Jean Anouilh (1951, avec Paul Scofield et Claire Bloom).
S'ajoutent des comédies musicales, dont Half in Earnest de Vivian Ellis (adaptation de L'Importance d'être Constant d'Oscar Wilde, 1958). Hors l'Angleterre, elle joue également à Broadway (New York) en 1922 (deux pièces, dont Fédora précitée) et en 1931 (The Breadwinner de William Somerset Maugham).
Au cinéma, elle débute dans deux films muets britanniques sortis respectivement en 1916 et 1918. Suivent trente-huit films parlants, le premier en 1932 ; le dernier est La Grande Catherine de Gordon Flemyng (1968, avec Jeanne Moreau dans le rôle-titre et Peter O'Toole).
Dans l'intervalle, mentionnons Pygmalion d'Anthony Asquith et Leslie Howard (1938, avec Wendy Hiller et Leslie Howard), La Commandante Barbara de Gabriel Pascal (1941, avec Wendy Hiller dans le rôle-titre et Rex Harrison), Anna Karénine de Julien Duvivier (1948, avec Vivien Leigh dans le rôle-titre et Ralph Richardson), ou encore Pour que les autres vivent de Richard Sale (coproduction américano-britannique, 1957, avec Tyrone Power et Mai Zetterling).
Enfin, Marie Lohr participe pour la télévision britannique à huit séries (1957-1967) et trois téléfilms (1937-1954), le tout essentiellement d'origine théâtrale.

## Théâtre (sélection)

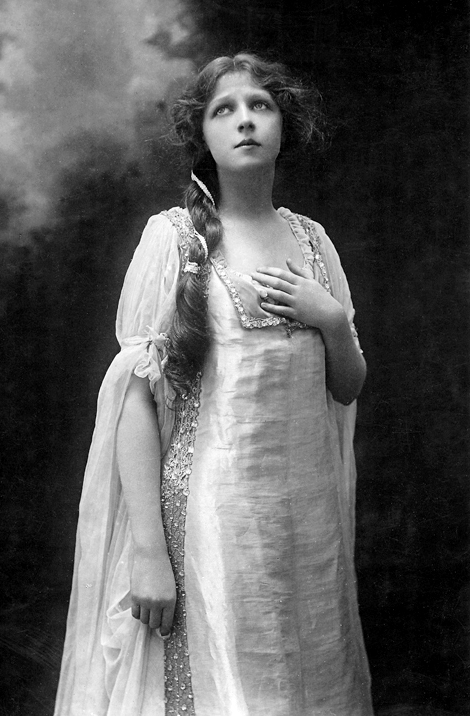
Dans Hamlet en 1910 (rôle d'Ophélie).

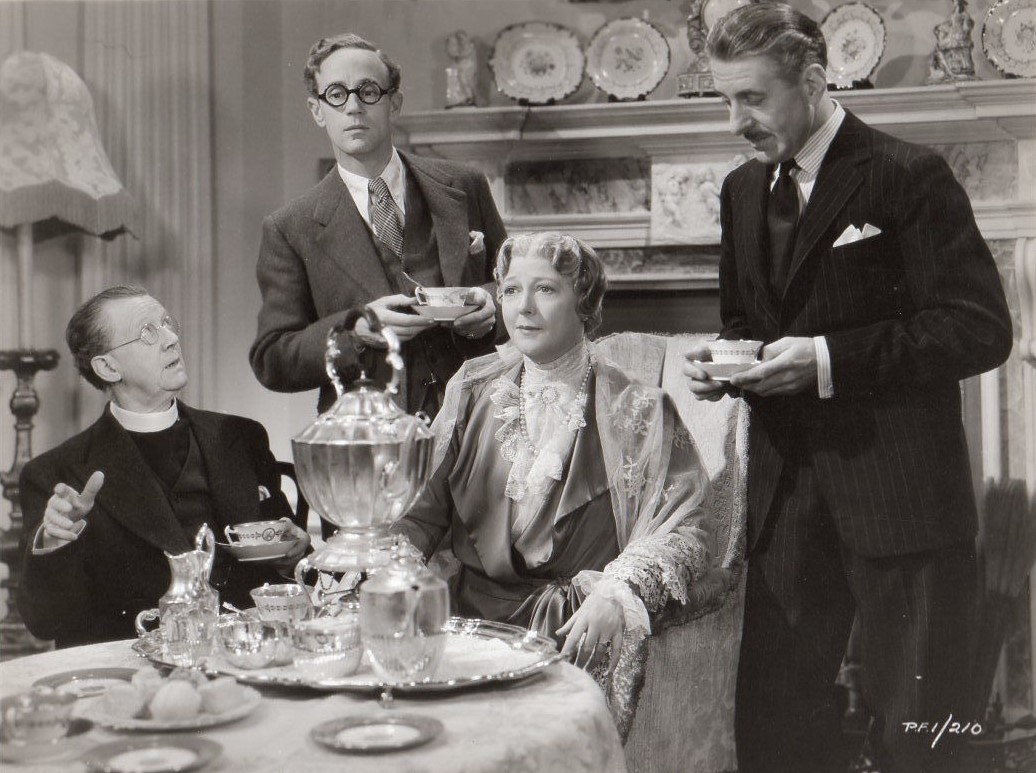
De g. à d. : O. B. Clarence, Leslie Howard, Marie Lohr
et Scott Sunderland, dans Pygmalion (1938).

### Angleterre
(pièces jouées à Londres, sauf mention contraire)
- 1909 : L'École de la médisance (The School for Scandal) de Richard Brinsley Sheridan
- 1910 : Hamlet de William Shakespeare (à Stratford-upon-Avon) : Ophélie
- 1914 : The Darling of the Gods de (mise en scène et produite par) David Belasco
- 1922 : Fédora (Fedora) de Victorien Sardou : Princesse Fédora Romazova (+ mise en scène et production)
- 1928 : Adam's Opera de Clemence Dane, musique de scène de Richard Addinsell
- 1929 : Peter Pan de J. M. Barrie
- 1930 : Dandy Dick d'Arthur Wing Pinero
- 1936 : Call It A Day de Dodie Smith, mise en scène de Basil Dean
- 1937 : Crest of the Wave, comédie musicale, musique et livret d'Ivor Novello, lyrics de Christopher Hassall
- 1947 : Caste de Thomas Robertson
- 1948 : La Version de Browning (The Browning Version) et A Harlequinade de Terence Rattigan, mise en scène de Peter Glenville
- 1949 : Treasure Hunt de Molly Farrell et John Perry, mise en scène de John Gielgud
- 1951 : A Penny for a Song de John Whiting
- 1951 : L'Invitation au château (Ring Round the Moon) de Jean Anouilh, adaptation de Christopher Fry, musique de scène et direction musicale Richard Addinsell, mise en scène de Peter Brook
- 1953 : Aren't We All? de Frederick Lonsdale, mise en scène de Roland Culver
- 1954 : The Manor of Northstead de William Douglas-Home
- 1958 : Half in Earnest, comédie musicale, musique, lyrics et livret de Vivian Ellis, d'après L'Importance d'être Constant (The Importance of Being Earnest) d'Oscar Wilde
- 1958 : These People, Those Books de Dodie Smith
- 1959 : The World of Paul Slickey, comédie musicale, musique de Christopher Whelan, lyrics et livret de John Osborne (d'après sa pièce éponyme), chorégraphie de Kenneth MacMillan
- 1960-1961 : Waiting in the Wings de Noël Coward
- 1963 : The Ides of March de Jerome Kitty et Thornton Wilder
- 1965-1966 : Homme et Surhomme (Man and Superman) de George Bernard Shaw

### Broadway
- 1922 : The Voice of the Minaret de Robert Hichens : Lady Caryll (+ mise en scène et production)
- 1922 : Fédora (Fedora) de Victorien Sardou : Princesse Fédora Romazova (+ mise en scène et production)
- 1931 : The Breadwinner de William Somerset Maugham : Margery

## Filmographie partielle
- 1935 : Royal Cavalcade :
- 1936 : Dreams Come True de Reginald Denham : Helen von Waldenau
- 1938 : Pygmalion d'Anthony Asquith et Leslie Howard : Mme Higgins
- 1938 : South Riding de Victor Saville
- 1941 : La Commandante Barbara (Major Barbara) de Gabriel Pascal : Lady Britomart
- 1942 : Went the Day Well? d'Alberto Cavalcanti : Mme Fraser
- 1945 : L'Honorable Monsieur Sans-Gêne (The Rake's Progress) de Sidney Gilliat
- 1947 : Le Fantôme de Berkeley Square (The Ghosts of Berkeley Square) de Vernon Sewell : Lottie
- 1948 : Winslow contre le roi (The Winslow Boy) d'Anthony Asquith : Grace Winslow
- 1948 : Counterblast de Paul L. Stein : Mme Coles
- 1948 : Anna Karénine (Anna Karenina) de Julien Duvivier : la princesse Scherbatsky
- 1953 : Une étrange jeune mariée (Always a Bride) de Ralph Smart : la douairière
- 1955 : Escapade de Philip Leacock
- 1956 : Ma vie commence en Malaisie (A Town Like Alice) de Jack Lee : Mme Dudley Frost
- 1957 : Pour que les autres vivent (Seven Waves Away) de Richard Sale : Dorothy Knudson
- 1959 : Sois toujours diplomate (Carlton-Browne of the F.O.) de Roy Boulting et Jeffrey Dell : Lady Carlton-Browne
- 1968 : La Grande Catherine (Great Catherine) de Gordon Flemyng : la douairière Lady Gorse